# 配電系統

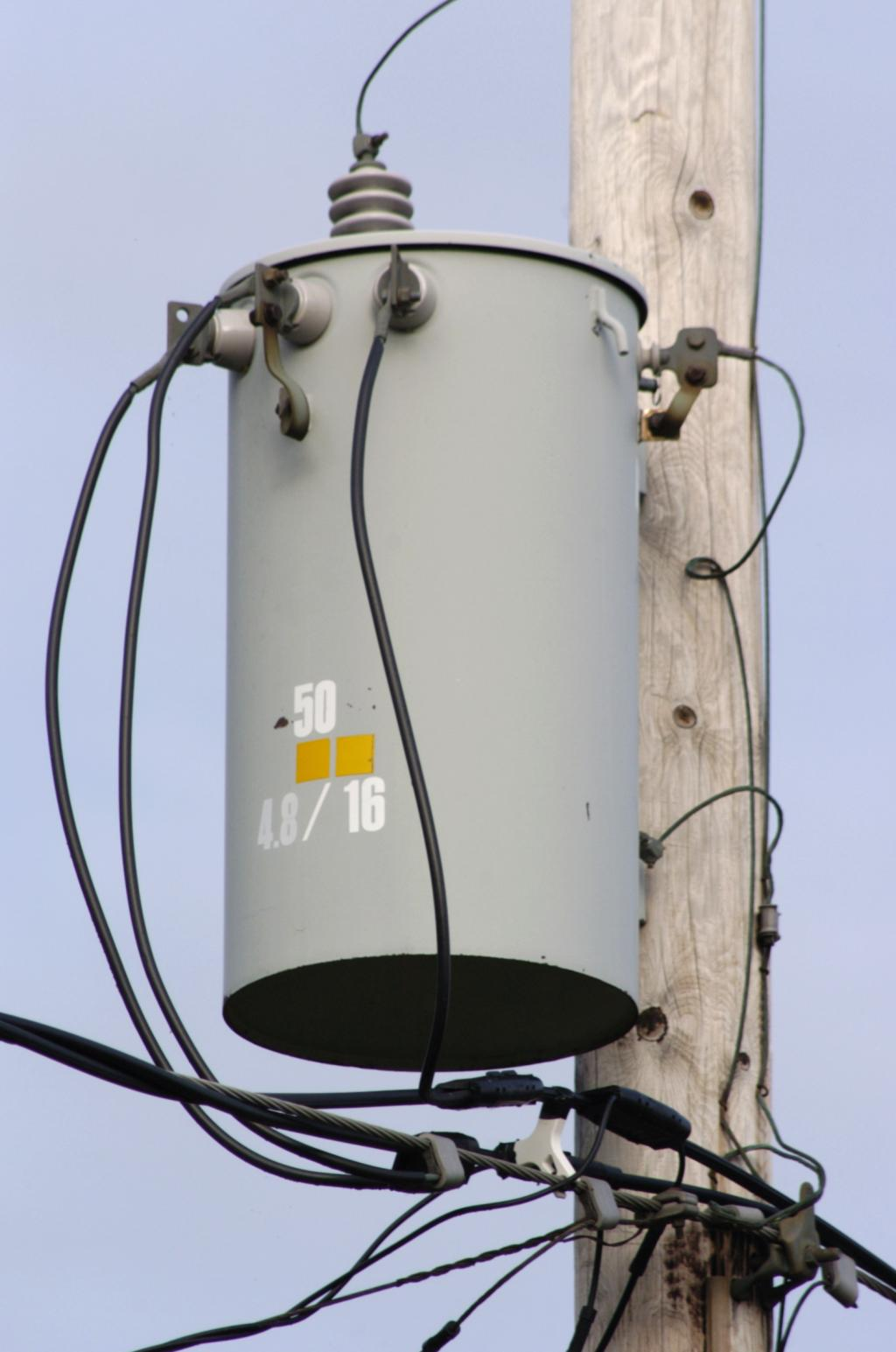
50 kVA 杆装式配电变压器

配電系統（英語：Electricity Distribution System），是指由輸電系統傳輸電力到用戶端之間的系統；通常指 35kV 或以下的電力線路，包含相關的變電所，電線桿上的變壓器或路邊的變電箱，到用戶端的電錶。电力分配（electric power distribution）或配电，则是指电力输送的最后阶段，将电力从输电系统输送到个别消费者。配电变电站连接到输电系统，并使用变压器将输电电压降低至 2 kV 至 35 kV 之间的中压。一次配電線路將中壓電力輸送至位於客戶場所附近的配電變壓器。配電變壓器再次將電壓降低至照明、工業設備和家用電器所使用的使用電壓。通常，一台變壓器透過二次配電線路向多個客戶供電。商業和住宅客戶透過服務下降連接到二級配電線路。需要更大功率的客戶可以直接連接到主配電層或子傳輸層。

## 發電和傳輸

電力系統在上圖綠色線條的部份即為配電系統

電力從發電站開始，那裡的電位差可能高達 33,000 伏特。通常使用交流電。大量直流電的用戶，例如一些鐵路電氣化系統、電話交換機和鋁冶煉等工業流程，使用整流器從公共交流電源中獲取直流電，或者可能擁有自己的發電系統。 高壓直流有利於隔離交流系統或控制傳輸的電力。例如，魁北克水電公司有一條從詹姆斯灣地區到波士頓的直流線路。
它從發電站進入發電站的開關站，在那裡升壓變壓器將電壓從 44 kV 提高到 765 kV 適合傳輸的水平。一旦進入傳輸系統，每個發電站的電力就會與其他地方產生的電力結合。對於交流發電機，連接到公共網路的所有發電機組必須同步，在較小容差內以相同頻率運作。或者，如果插入一些外部功率轉換器，例如旋轉機器或直流轉換器系統，則可以組合不同的電源來服務公共負載。電一產生就被消耗。它的傳輸速度非常高，接近光速。

## IEC標準電壓
IEC 60038 表3定義了超過 1kV 至 35kV 電力系統的電壓標準。
系列一應用在各國 50Hz 及 60Hz 系統。若採用系列一，應該只使用其中一列之數值。
系列二主要應用在北美 60Hz 系統。
| 系列一             | 系列一        | 系列二        |
| 額定電壓 (kV)      | 額定電壓 (kV) | 額定電壓 (kV) |
| ------------------ | ------------- | ------------- |
| 3.3                | 3             | 4.16          |
| 6.6                | 6             | -             |
| 11                 | 10            | -             |
| -                  | -             | 12.47         |
| -                  | -             | 13.2          |
| -                  | -             | 13.8          |
| -                  | (15)          | -             |
| 22                 | 20            | -             |
| -                  | -             | 24.94         |
| 33                 | 30            | -             |
| -                  | -             | 34.5          |
| -                  | 35            | -             |
| 註解： 1. 2. 3. 4. |               |               |

## 各地情況
配電系統常被視為城市基礎建設的一部份，實際上所供應的市電種類，因當地的電力公司而異。

## 配電系統末端
- 配電室
- 配電箱
- 配電盤

## 外部連結
- IEEE Power Engineering Society （页面存档备份，存于）
- IEEE Power Engineering Society Distribution Subcommittee （页面存档备份，存于）
- U.S. Department of Energy Electric Distribution website （页面存档备份，存于）